# Tomas Lagermand Lundme
Tomas Lagermand Lundme (* 1973) ist ein Autor und bildender Künstler aus Dänemark. Ausbildung an der Theaterschule 1993, Artistenschule 1996, Verfasserschule 1998 und det Kongelige Danske Kunstakademi 2002. Neben seinen belletristischen Arbeiten schreibt er für die dänische Tageszeitung Information.

## Romane
- Forhud, Munksgaard/Rosinante, 1998
- Nation Lisbeth, Borgen, 2001
- En dreng, Borgen, 2002
- Drengen med stjernekaster, Borgen,  2004
- Tomandshånd, Dansklærerforeningens Forlag,  2006

## Kinderbücher
- Hanne Hundige, Carlsen, 2001
- Hanne Hundige og julen, Carlsen, 2002
- Hanne Hundige og hundene, Carlsen, 2002
- Hanne Hundige og sommerferien, Carlsen, 2003
- Helge elg, Carlsen, 2004
- Umulige Jannik, Carlsen, 2004
- Randi og Bjarne, Carlsen, 2004
- Monicas oprør i køkkenhaveklubben, Carlsen, 2005
- Jonas, Oscar og Peter Ø, Carlsen, 2005
- Albert og Alberte, Carlsen, 2006
- Fuglekonger, Høst 2006

## Hörspiele
- Heidi og Mor, DR 2002 (deutsche Übersetzung von Ingo Sundmacher: Mutter und Heidi, DLR 2003)

## Ausstellungen
- 1991: ”Vandkræ” Tårnbys Hovedbibliotek, Kastrup.
- 1993: ”Splinten i øjet” Sagførernes Aktionslokaler, Århus.
- 1996: ”Sperm In Alium” Galleri Projekt, København.
- 1996: ”Hvordan Går Det?” Eat Me, København.
- 1997: ”The boy destroyed by Mick Jagger” The Gallery, København.
- 1997: ”Monica. Flat Cracker” Galleri Projekt, København.
- 1997: ”Film” Forumgalleriet, Malmö.
- 1997: ”Copenhagen–Berlin” Galerie Bellevue, Berlin.
- 1997: ”Spasser” Kunstakademiets Udstillingssted, København.
- 1997: ”O Super” Højlunds Galleri, Århus.
- 1997: ”Nordiska Videofestival” Galleri 60, Umeå.
- 1997: ”Hammershus” Rådskælderen, København.
- 1998: ”Fuglefri” Kunstcentret Silkeborg Bad.
- 1998: ”Film i teltet” Roskilde Festivalen.
- 1998: ”Gun-Glub. Disco 2000” Nemendagalleri, Reykjavík.
- 1999: ”KunstArt” Vega.
- 1999: ”Scandinavisk Installationskunst” Mosede Fort, Køge.
- 1999: ”Sommerudstillingen” Galleri Marius.
- 1999: ”København-Hamburg,t/r” Galerie Asbæk.
- 2000: ”Madame und Mister” privatlejligheder, Hamburg.
- 2000: ”På Hovedet” Hovedbiblioteket, København.
- 2000: ”KunstArt” Fehler Pan Tappert Galerie, Berlin.
- 2000: ”X-tra Fede Unge Kunstnere Udstiller Igen” Mosede Fort, Køge.
- 2000: ”Big Lomo Øresund Wall Part 2” Filmhuset.
- 2000: ”Big Lomo Öresund Wall Part 1” Södertull Bron, Malmö.
- 2000: ”En Politisk Udstilling” Kunstakademiets Nye Udstillingssted.
- 2000: ”Support” Galleri Jespersen.
- 2000: ”UNDSKYLD” Galleri Projekt, København.
- 2000: ”Uden Titel” Ringsted Galleriet.
- 2001: ”Kalejdoskop” Portalen, Hundige.
- 2002: ”Glas” Cisternerne under Søndermarken, Frederiksberg.
- 2002: ”Palæstina beholder vi”    Galleri Projekt
- 2002: ”Mænd kan også læse lyrik når de står op”    Pissoiret, Gråbrødre Torv
- 2002: ”Kammeraterne” (gæst) Den Frie Udstillingsbygning, København.
- 2002: ”Ungkunst2002”    Chokladfabriken, Malmö
- 2002: ”Film Festival”    Palais de Tokyo, Paris
- 2002: ”copkop2002”    Galerie Asbæk
- 2002: ”Proposal”    Rooseum, Center for Contemporary Art,
- 2002: ”Exit 2002”    Kunstforeningen, Gl. Strand
- 2002: ”Design”    Bristol, Oslo
- 2002: ”Rom 02”    Lillestrøm
- 2002: ”Woche des Hörspiels”    Akademie der Künste, Berlin
- 2003: ”Songs”    Aenigma, Spiegelgracht, Amsterdam
- 2003: ”Diana”    Cinéma l'Arlequin/Window Immanence/La Gaîté Lyrique à Paris/ENSBA, Paris
- 2003: ”Forspil”    Randers Kunstmuseum
- 2003: ”Over land & bjerge”    KunstCentret Silkeborg Bad
- 2003: ”Berlin/Paris Film Festival”    Podewil/Arsenal/die Brotfabrik, Berlin
- 2003: ”Rencontres Internationales Paris/Berlin”    Podewil, Berlin
- 2003: “Club Atlantis Vallarta”    Puerto Vallarta, Mexico
- 2003: “Gay Life Expo”    Jacob Javits Convention Center, New York City
- 2004: ”Røde ro”   Galerie Birthe Laursen
- 2004: ”Heksekedel”    Traneudstillingen, Gentofte Hovedbibliotek
- 2004: “Journals”    Cohrs & Compagnie, Lüneberg
- 2004: “Wäshefabrikation”    Schwarzenberg, Berlin
- 2004: “Empire”    Conch Repuplic Drag Show, Key West, Florida
- 2004: “The Library of Unwritten Books”    Aspex Gallery, Portsmouth
- 2004: “Cherry 9”    Gay-pride, Washington, D.C.
- 2004: “Let's talk”    The Lesbian, Gay, Bisexual & Transgender Community Center, New York City
- 2004: “The Last Emperor”    Aarhus Took It, Ridehuset, Aarhus Festuge
- 2004: “People doing strange things with software”    Center for Digital Æstetik, Århus Universitetspark
- 2004: “Postitalodiscoacidhousesomething!”    Chokladfabriken, Malmö
- 2004: “Hej Bror og Søster”    KVINFO, København
- 2005: „Dallas i Thisted“

## Preise
- 2001: Kulturfonden, Dir. J.P. Lund og Hustru Wilhelmine Bugge´s Legat og Litteraturrådet.
- 2002: Litteraturrådet
- 2002: Billedkunstrådet
- 2002: Prix Italia (Hörspielpreis)
- 2003: Statens Kunstfonds arbejdslegat
- 2003: Københavns Billedkunstudvalg
- 2003: Litteraturrådet
- 2003: Billedkunstrådet
- 2004: Statens Kunstfonds arbejdslegat
- 2004: Litteraturrådet